# Balta Arsă, Botoșani
Balta Arsă este un sat în comuna Corni din județul Botoșani, Moldova, România.